# 江戶前精靈
《江戶前精靈》是日本漫畫家樋口彰彥創作的少年漫畫，於2019年7月號起在《少年MAGAZINE EDGE》開始連載。改編電視動畫於2023年4月7日首播。

## 登場角色
小金井小糸（聲：尾崎由香）
本作的主角。小柚子的姊姊。國中時屬於田徑社，希望早點長大的16歲女高中生，位於東京中央區月島，擁有400年以上的歷史的知名神社「高耳神社」的第15代巫女，也是剛成為巫女三個月的新人（小糸與小柚子的祖父小金井菊次郎為高耳神社住持。照顧艾爾達長達10年，直到獨生女、小糸與小柚子的母親兼巫女小夜子去世，由孫女小糸繼承巫女一職）。憧憬著小時候遇到的全身雪白的女性（艾爾妲），卻非常討厭艾爾妲散漫的態度。一邊照顧沉迷於宅文化的艾爾妲，一邊認真地參加祭神活動。
艾爾妲／艾爾妲利耶·伊魯瑪·法諾梅奈兒（聲：小清水亞美）
「高耳神社」精靈高耳毘賣命。身為不老不死之身，年齡高達621歲。400年前被德川家康從異世界召喚到地球，並與其成為朋友並訂下了守護江戶的約定，從江戶時代至今的風土人情和文化也有著很深的了解。因60年前被附近的孩子（三丁目宮本商店的喜三郎，現今70歲）嘲笑耳朵而大受打擊，導致長年閉門不出還患有社交恐懼症。現在卻只會成天待在神社裡打電動看漫畫的家裡蹲，會喝紅牛能量飲料來熬夜，對不斷變化的世界感到恐懼。儘管她有缺點和極度害羞，但在當地非常受歡迎。以召喚魔法召喚出來的小精靈（光の精霊），在月島周圍飛行以尋找目標（主要是巫女小糸）傳遞神諭。
櫻庭高麗（聲：相川遙花）
小糸的同學兼摯友。說話直接。做事時常開朗大方。因性情直率而能不自覺地提升對方對她的好感度。學習能力非常高，以至於只聽一聽就能記住大部分的課程內容。對小糸能成為「高耳神社」的巫女感到羨慕，有時也會吐嘈小糸嚮往的都會女性穿搭，一開始被小糸打算介紹給艾爾妲認識時曾遭後者強烈的反對，但在相處之下已經能跟小金井姊妹一樣自由進入艾爾妲的房間做客。
小金井小柚子（聲：關根瞳）
小糸的妹妹。個性禮貌。年紀輕輕的小學生。本身也是位才華橫溢的廚師，她的菜餚深受艾爾妲的喜愛，因此多由她來負責神社的晚餐。通常會一大早就去豐洲市場採買食材，人們非常敬佩她的挑貨能力，因此受到豐洲（及其前身築地市場）供應商的信任，並且地方觀光協會甚至請她協助開發新菜色。平日個性雖然溫和，但如果發現姊姊和艾爾妲晚餐前吃太多零食時會大發雷霆。
島田八千代（聲：宮寺智子）
經營島田電器行的老婦人。年輕時的相片其美貌曾讓小糸大吃一驚。與艾爾妲很早就成為朋友，並且了解她的個性，有時會將家用游戏机和虛擬實境眼鏡作為神聖的供品供奉。
門井雲母（聲：木村珠莉）
在附近的文字燒店工作，與小糸很熟的女性。年輕時與佐佐木茜互相認識，彼此認為對方是自己的孽緣。根據茜的說法，過去的門井像是一名不良少女。
約爾黛／約爾黛莉拉·莉拉·法諾梅奈亞（聲：釘宮理惠）
「廣耳神社」的廣耳比賣命。622歲的女性黑暗精靈，被豐臣秀吉從異世界召喚到地球（和艾爾妲同時被召喚）。她精力充沛，足跡遍及日本各地，但方向感卻很差。儘管比艾爾妲大一歲，但外表和行為舉止都像個孩子。
小日向向日葵（聲：生田輝）
大阪「廣耳神社」第15代巫女，和小糸一樣是年僅16歲的少女。散發著冷酷成熟的氣息。與小糸透過手機成為好友後，她一直在報告自己的近況。儘管外表成熟，但簡訊卻充滿少女氣息。讓小糸對向日葵的印象有很大的反差。
佐佐木茜（聲：內山夕實）
替艾爾妲看病的現任女醫生。嘴角有一顆美人痣。行醫態度堅決，使艾爾妲對茜的醫治態度有些迴避。繼承退休母親薰的佐佐木醫院。私生活中戴著眼鏡、舉止不檢點、還有不好的飲酒習慣。年輕時與文字燒店的門井互相認識，彼此認為對方是自己的孽緣。
赫伊菈／赫伊菈莉拉·艾拉·米拉拉斯塔（聲：能登麻美子）
「麗耳神社」的麗耳毘賣命。726歲。被前田利家從異世界召喚到地球，把艾爾妲當成小孩子一樣對待，喜歡被稱為“姐姐”的精靈。優雅且充滿了作為神的使命感，但其愛賭成痴的個性也讓伊鈴感到頭疼。
小伊萬里伊鈴（聲：市之瀨加那）
金澤「麗耳神社」的巫女。年齡16歲，從8歲繼承巫女一職。還是擁有十五萬名粉絲的網絡紅人，小糸是其中之一的粉絲。雖然直言不諱，但心地善良，喜歡給赫伊菈拍照，並把所有零用錢都花在了印刷店打印照片作為一種愛好。對明白她道理的人會送出赫伊菈的照片當禮物送人。
小金井小夜子（聲：河瀨茉希）
「高耳神社」的第14代巫女，菊次郎的獨生女，小糸與小柚子的母親。故事開頭時已過世，多在艾爾妲和小糸的回憶裡登場。
小金井菊次郎
「高耳神社」的住持，上代巫女-小夜子的父親，小糸和小柚子的爺爺。多以背影登場。長相不明，個性頗有威嚴的樣子，艾爾妲和小糸都曾因為過於散漫影響到神社事務而挨他罵過。

## 出版書籍
| 卷數 | 講談社         | 講談社                 | 東立出版社    | 東立出版社             |
| 卷數 | 發售日期       | ISBN                   | 發售日期      | ISBN                   |
| ---- | -------------- | ---------------------- | ------------- | ---------------------- |
| 1    | 2019年11月15日 | ISBN 978-4-06-517625-2 | 2021年10月1日 | ISBN 978-957-26-5680-8 |
| 2    | 2020年4月16日  | ISBN 978-4-06-519249-8 | 2023年4月20日 | ISBN 978-957-26-5681-5 |
| 3    | 2020年10月16日 | ISBN 978-4-06-520771-0 |               |                        |
| 4    | 2021年5月17日  | ISBN 978-4-06-523214-9 |               |                        |
| 5    | 2021年11月17日 | ISBN 978-4-06-526109-5 |               |                        |
| 6    | 2022年6月16日  | ISBN 978-4-06-528054-6 |               |                        |
| 7    | 2023年3月16日  | ISBN 978-4-06-530958-2 |               |                        |
| 8    | 2023年8月17日  | ISBN 978-4-06-532718-0 |               |                        |
| 9    | 2024年2月16日  | ISBN 978-4-06-534613-6 |               |                        |
| 10   | 2024年9月9日   | ISBN 978-4-06-536784-1 |               |                        |
| 11   | 2025年3月7日   | ISBN 978-4-06-538734-4 |               |                        |

## 電視動畫
2022年6月15日，宣布將改編為電視動畫。

### 製作人員
- 原作：樋口彰彥
- 系列構成、劇本：安川正吾
- 導演：安齋剛文
- 人物設定：小田武士
- 音樂：松田彬人
- 動畫製作：C2C

### 主題曲
片頭曲
演唱：
作詞、作曲：，編曲：100回嘔吐
片尾曲
演唱：Cody·Lee
作詞、作曲：高橋響，編曲：Cody·Lee

### 各話列表
| 話數 | 日文標題 | 中文標題                   | 劇本     | 分鏡     | 演出     | 作畫監督                                                       | 总作畫監督                                      | 首播日期      |
| ---- | -------- | -------------------------- | -------- | -------- | -------- | -------------------------------------------------------------- | ----------------------------------------------- | ------------- |
| 1    |          | 東京的精靈的故事           | 安川正吾 | 安齋剛文 | 辻橋綾佳 | 小川莉奈、青木駿介 園田尚也、Kim Jong-suk、Kim Min-ja          | 小田武士                                        | 2023年 4月7日 |
| 2    |          | 去一趟文字燒街吧           | 安川正吾 | 安齋剛文 | 岩田义彦 | 中尾彩香                                                       | 中尾隆文                                        | 4月14日       |
| 3    |          | 新進巫女與繼位儀式         | 安川正吾 | 安齋剛文 | 長澤剛   | 龜山進矢、藤田和行                                             | 小田武士                                        | 4月21日       |
| 4    |          | 古今中外精靈之戰           | 安川正吾 | 齋藤德明 | 渡邊正彥 | 水竹修治、飯飼一幸、後藤孝宏                                   | 小田武士                                        | 4月28日       |
| 5    |          | 月島女孩時尚展演           | 安川正吾 | 安齋剛文 | 岩田義彥 | 小川莉奈、中尾彩香 、Kim Jong-suk、Kim Min-ja                  | 中尾隆文                                        | 5月5日        |
| 6    |          | 陪在我身邊                 | 安川正吾 | 齋藤德明 | 堀內直樹 | 杭新華、葉增堯、程震雷 堀穗香、後藤玲奈、葉宇靜                | SAI                                             | 5月12日       |
| 7    |          | 街上的味道                 | 安川正吾 | 相澤伽月 | 辻橋綾佳 | 藤田和行、龜山進矢、小川莉奈                                   | 小田武士                                        | 5月19日       |
| 8    |          | 她與精靈的內幕             | 安川正吾 | 齋藤德明 | 上野史博 | 鳥山冬美、松本勝次、松下清志                                   | 小田武士、吉田巧介                              | 5月26日       |
| 9    |          | 一次又一次                 | 安川正吾 | 齋藤德明 | 岩田義彥 | 小川莉奈、森田裕之                                             | 中尾隆文、齋藤溫子 小笠原憂、細川修平、牙威格鬥 | 6月2日        |
| 10   |          | 三大都市的精靈與巫女的故事 | 安川正吾 | 永居慎平 | 白石道太 | 堀穗香、熊睿鑫                                                 | SAI、李少雷                                     | 6月9日        |
| 11   |          | 名偵探高麗                 | 安川正吾 | 安齋剛文 | 岩田義彥 | 龜山進矢、藤田和行、、中尾彩香                                 | STUDIO MASSKET、沼田廣                          | 6月16日       |
| 12   |          | 這正是我所奉祀的神         | 安川正吾 | 安齋剛文 | 笹原嘉文 | 小川莉奈、園田尚也 牙威格鬥、久保奈都美 宇佐美翔平、橫山友紀、 | 小田武士、細川修平                              | 6月23日       |

### 播映平台
日本深夜動畫：下文記載的日本国内播放時間使用日本標準時間（UTC+9）表示。因為部分時間标识會採用30小时制，因此請留意这类超过24:00的时间，其實際播放時間為翌日清晨。
| 播映地區                           | 播映平台                           | 播映日期              | 播映時間              | 備註   |
| ---------------------------------- | ---------------------------------- | --------------------- | --------------------- | ------ |
| 臺灣                               | 巴哈姆特動畫瘋                     | 2023年4月8日－6月24日 | 星期六 02:55（UTC+8） |        |
| 臺灣                               | 中華電信MOD                        | 2023年4月8日－6月24日 | 星期六 02:55（UTC+8） |        |
| 臺灣                               | Hami Video                         | 2023年4月8日－6月24日 | 星期六 02:55（UTC+8） |        |
| 臺灣                               | friDay影音                         | 2023年4月8日－6月24日 | 星期六 02:55（UTC+8） |        |
| 臺灣                               | LINE TV                            | 2023年4月8日－6月24日 | 星期六 02:55（UTC+8） |        |
| 臺灣                               | KKTV                               | 2023年4月8日－6月24日 | 星期六 02:55（UTC+8） |        |
| 臺灣                               | MyVideo                            | 2023年4月8日－6月24日 | 星期六 02:55（UTC+8） |        |
| 臺灣                               | CATCHPLAY+                         | 2023年4月8日－6月24日 | 星期六 02:55（UTC+8） |        |
| 香港、澳門、臺灣、馬來西亞、新加坡 | Ani-One中文官方動畫頻道（YouTube） | 2023年4月8日－6月24日 | 星期六 03:00（UTC+8） | [ 18 ] |

## 外部連結
- 漫畫官方網站 （日語）
- 電視動畫官方網站 （日語）
- 江戶前精靈的X（前Twitter） （日語）